# Ludslavice
Ludslavice jsou obec v okrese Kroměříž ve Zlínském kraji. Leží necelých pět kilometrů jihozápadně od Holešova a jedenáct kilometrů východně od Kroměříže. Žije zde 508 obyvatel.

## Historie
První písemná zmínka o obci pochází z roku 1275 (de Luczlauicz).

## Obyvatelstvo

### Struktura
Vývoj počtu obyvatel za celou obec i za jeho jednotlivé části uvádí tabulka níže, ve které se zobrazuje i příslušnost jednotlivých částí k obci či následné odtržení.
| Rok            | 1869 | 1880 | 1890 | 1900 | 1910 | 1921 | 1930 | 1950 | 1961 | 1970 | 1980 | 1991 | 2001 | 2011 | 2021 |
| -------------- | ---- | ---- | ---- | ---- | ---- | ---- | ---- | ---- | ---- | ---- | ---- | ---- | ---- | ---- | ---- |
| Počet obyvatel | 432  | 511  | 520  | 516  | 562  | 587  | 570  | 501  | 512  | 504  | 495  | 502  | 492  | 462  | 479  |
| Počet domů     | 60   | 65   | 74   | 80   | 85   | 93   | 96   | 109  | 113  | 125  | 120  | 144  | 144  | 151  | 156  |

## Obecní správa

### Obecní symboly
Znak a vlajka byly obci uděleny rozhodnutím předsedy Poslanecké sněmovny Parlamentu České republiky dne 23. listopadu 1995.

## Pamětihodnosti
- Kostel svatého Václava z roku 1690 (přestavěn v roce 1858).

## Galerie

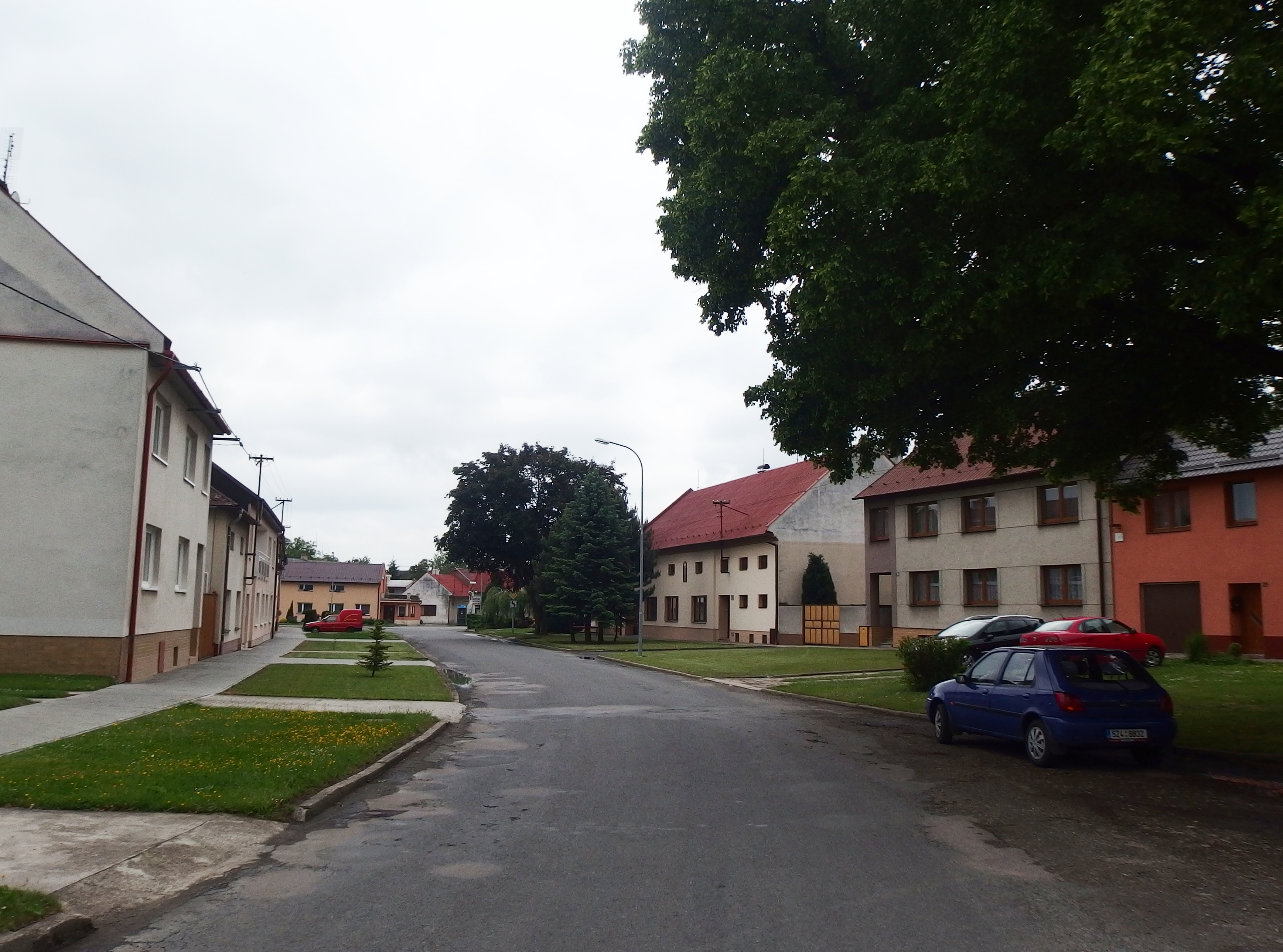
Náves
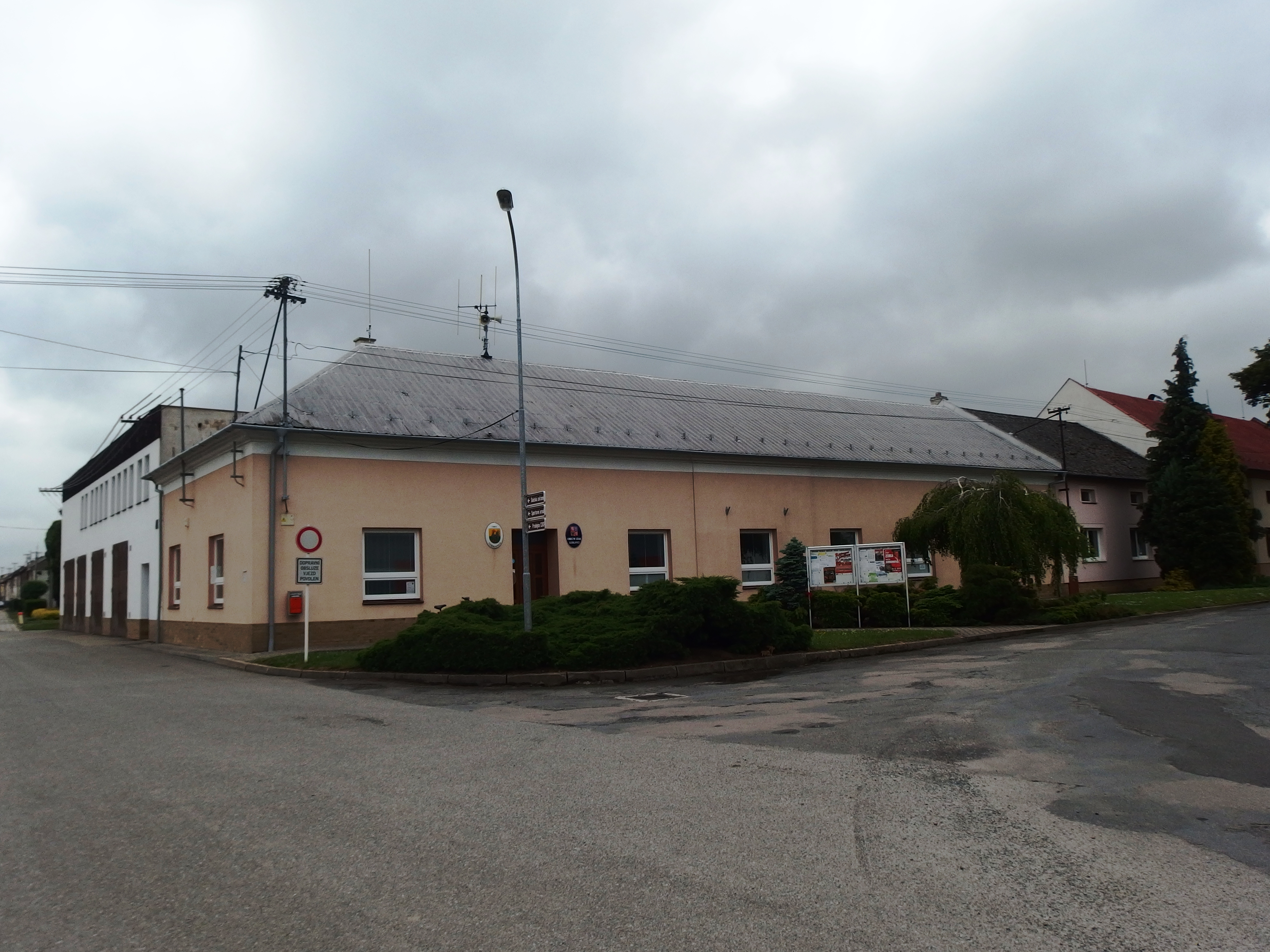
Obecní úřad
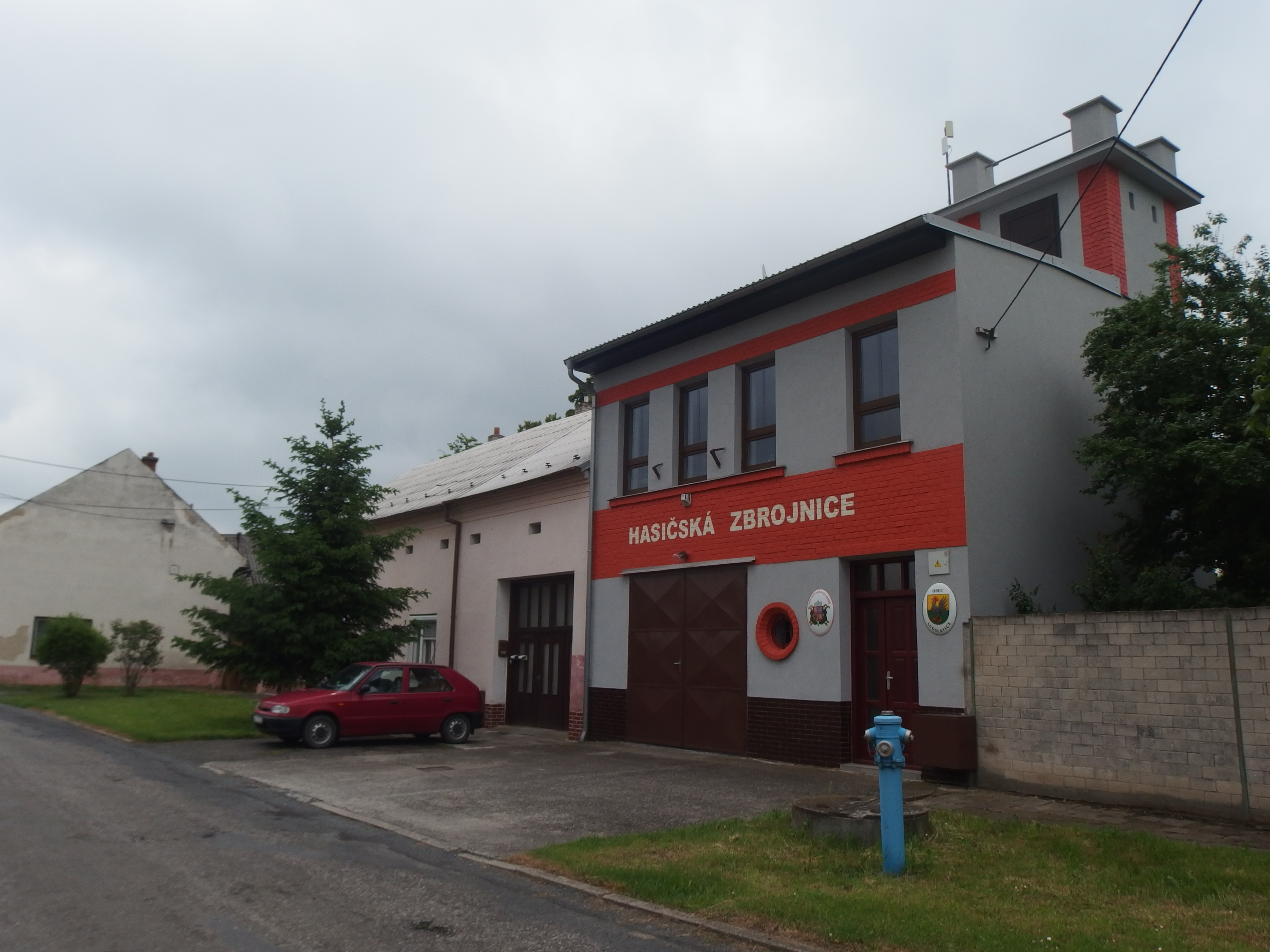
Hasičská zbrojnice
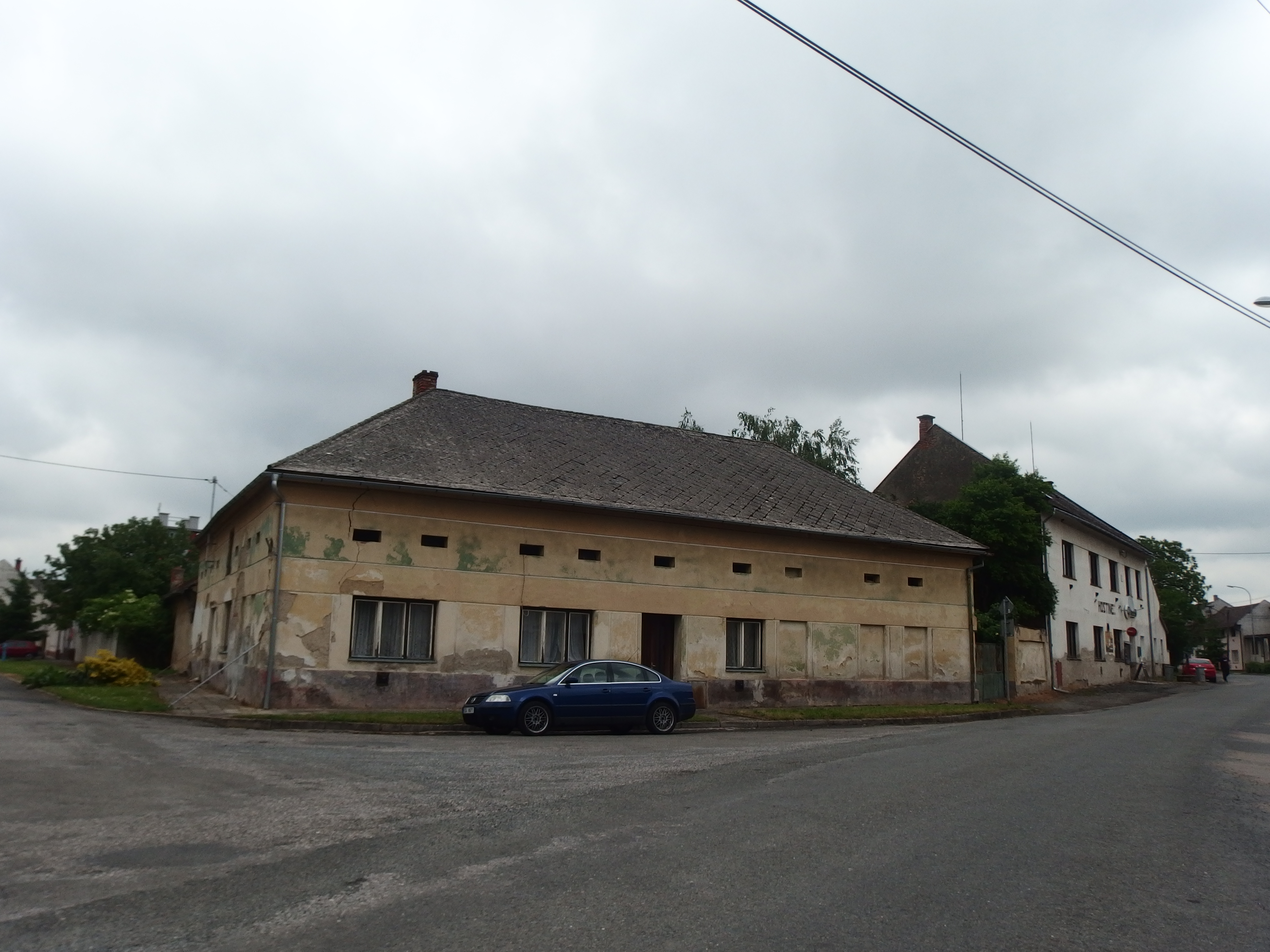
Dům č. p. 1